# Полуяниха
Полуяниха — деревня в Сямженском районе Вологодской области.
Входит в состав Устьрецкого сельского поселения, с точки зрения административно-территориального деления — в Устьрецкий сельсовет.
Расстояние по автодороге до районного центра Сямжи — 32 км, до центра муниципального образования Усть-Реки — 11 км. Ближайшие населённые пункты — Закостимье, Кочержиха, Любовица.
По переписи 2002 года население — 3 человека.